# Auerodendron
Auerodendron ist eine Pflanzengattung aus der Familie der Kreuzdorngewächse (Rhamnaceae). Die Vertreter der Gattung sind in der Karibik und im südlichen Florida beheimatet. Der Gattungsname ehrt Carl Freiherr Auer von Welsbach (1858–1929), einen österreichischen Chemiker und Unternehmer, der die chemischen Elemente Neodym, Praseodym, Ytterbium und Lutetium entdeckte.

## Beschreibung
Bei allen Arten der Gattung handelt es sich um unbewehrte Sträucher, die in der Regel 2 bis 10 Meter Wuchshöhe erreichen. Die Laubblätter sind gestielt und einfach und stehen gegenständig. Die kleinen fünfzähligen Blüten stehen einzeln oder in rispigen Blütenständen. Sie bilden meist rote oder schwarze Steinfrüchte; dies deutet auf Vogelausbreitung hin.

## Verbreitung
Die meisten Arten der Gattung Auerodendron sind endemisch auf Kuba, andere kommen jedoch auf den Bahamas, Jamaika, Puerto Rico und im südlichen Florida vor.

## Systematik
Die Gattung Auerodendron wurde 1924 durch Ignaz Urban in Symbolae Antillanae seu Fundamenta Florae Indiae Occidentalis, 9, S. 221 aufgestellt. Typusart ist Auerodendron cubense (Britton & N.Wilson) Urb.
Die Gattung Auerodendron gehört zur Tribus Rhamneae in der Familie der Rhamnaceae und ist nahe verwandt mit den Gattungen Rhamnidium, Karwinskia und Reynosia. Zur Gattung Auerodendron gehören etwa zehn Arten:
- Auerodendron acuminatum (Griseb.) Urb.: Westliches Kuba.[4]
- Auerodendron acunae Borhidi & O.Muñiz: Kuba.[4]
- Auerodendron cubense (Britton & N.Wilson) Urb.: Zentrales und östliches Kuba.[4]
- Auerodendron glaucescens Urb.: Östliche Kuba.[4]
- Auerodendron jamaicense (Urb.) Urb.: Jamaika.[4]
- Auerodendron martii Alain: Westliches Kuba.[4]
- Auerodendron northropianum Urb.: Bahamas bis Kuba.[4]
- Auerodendron pauciflorum Alain: Puerto Rico.[4]
- Auerodendron reticulatum (Griseb.) Urb.: Östliches Kuba.[4]
- Auerodendron truncatum Urb.: Östliches Kuba.[4]